# Papamosques de manglar
El papamosques de manglar (Cyornis rufigastra) és una espècie d'ocell de la família dels muscicàpids (Muscicapidae). Es troba a Brunei, Indonèsia, Malàisia, Filipines, Singapur i Tailàndia. Habita els boscos de manglars subtropicals o tropicals. El seu estat de conservació és de risc mínim.